# Castello di Malmaison
Il castello di Malmaison è un maniero situato a Rueil-Malmaison, un comune dell'Île-de-France. Fu acquistato da Giuseppina Beauharnais il 21 aprile 1799, mentre Napoleone era impegnato nella Campagna d'Egitto; al suo rientro a Parigi, Napoleone incaricò dei lavori di restauro gli architetti Charles Percier e Pierre-François-Léonard Fontaine. 

## Storia

### Prima di Napoleone
Il nome deriva dal latino mala mansio ed è così denominato per essere stato un rifugio di pirati normanni nel IX secolo.
La prima testimonianza documentale dell'esistenza del castello risale al 1376 quando una confessio riporta l'esistenza in loco di un maniero a corte, circondato da terre e vigneti, il quale nel 1390 venne acquistato dal mercante parigino Guillaume Goudet.
Nel XV secolo, La Malmaison passò ad Agnès Goudet, moglie di Jean Dubois, notaio presso la città di Parigi. La loro figlia, Marie Dubois, sposò Jean Dauvergne, mastro macellaio del grande macello di Parigi, passando poi al figlio della coppia, Hugues Dauvergne, ed al figlio di questi, Claude, che morì attorno al 1561. La figlia di quest'ultimo, Marie Dauvergne, sposò Jean Perrot e La Malmaison passò nel 1563 a suo nipote, Claude Perrot, presidente delle inchieste del Parlamento di Châlons. Fu il figlio di quest'ultimo, Christophe, che nel corso della prima metà del XVII secolo fece erigere una nuova residenza al posto dell'austero fortilizio medievale, orientando l'edificio secondo lo schema est-ovest, ponendovi a sud un padiglione di altezza maggiore e prevedendo la costruzione di ali di servizio. La nipote di Christophe, Madeleine, sposò nel 1670 Jacques Honoré Barentin, consigliere del Parlamento di Normandia e poi di quello di Parigi, il quale fece costruire nel 1686 l'ala nord del castello. I discendenti di Barentin, ad ogni modo, si disinteressarono a questa abitazione di campagna e preferirono affittarla abitando stabilmente a Parigi. Tra gli inquilini più famosi di questo periodo si ricordano Gérard Michel, signore di La Jonchère, che fece ristrutturare gli interni e ridisegnare i giardini.
Nel 1763, i Barentin vendettero La Malmaison a Henri d'Aguesseau, consigliere di stato, figlio maggiore del cancelliere d'Aguesseau. Alla morte di Henri nel 1764, la vedova vendette la Malmaison nel 1771 al banchiere Jacques-Jean Le Couteulx du Molay che fece ridisegnare i giardini della villa in stile inglese e fece completamente ristrutturare gli appartamenti interni. Negli anni successivi, i Molay ospitarono al castello diversi personaggi di rilievo tra cui l'abate Delille, la pittrice Élisabeth Vigée Le Brun (che qui dipinse un ritratto di Sophie Le Couteulx), Choderlos de Laclos, il barone Grimm, Bernardin de Saint Pierre, l'abate Morellet, Condorcet, l'abate Sieyès e altri.

### Dal periodo napoleonico ai giorni nostri
Il castello fu abitato da Napoleone e Giuseppina di Beauharnais durante il consolato e, tra il 1800 e il 1802, insieme al palais des Tuileries, divenne sede del governo francese. Qui Napoleone concepì il famoso Codice Civile ed ebbe l'idea d'istituire la Légion d'honneur. Qui, nel periodo d'oro, si susseguivano riunioni di lavoro, ricevimenti ufficiali e privati, si davano concerti e si organizzavano balli e giochi campestri a cui prendeva parte la buona società dell'epoca.
Durante il Primo Impero, Giuseppina continuò l'abbellimento del complesso e del parco circostante e, nel 1809, dopo il divorzio, vi stabilì la sua residenza definitiva. Durante questi anni, insoddisfatta delle rose che a quel tempo erano disponibili, con fiori di piccola taglia che fiorivano solo per pochi giorni all'anno, fece piantare nei giardini della tenuta oltre duecento varietà di rose provenienti dalla Persia. Da queste fu poi isolata prima la Rosa tea e, in seguito, la Ibrida perenne, dai fiori doppi e rifiorenti, dalla quale discendono molte delle rose in commercio. Una rosa fu chiamata in onore del castello di Malmaison, e delle sue 650 specie di rose, Souvenir de la Malmaison.
Qui, il 14 maggio 1814, Giuseppina ricevette lo zar Alessandro, giunto a Parigi alla testa delle truppe della Sesta coalizione in seguito alla sconfitta e all'abdicazione di Napoleone. Due settimane dopo, il 29 maggio, Giuseppina moriva all'età di 51 anni a causa di una polmonite che si sovrappose ai preesistenti malanni. La vicina chiesa di San Pietro e Paolo ne ospita le ceneri. Il castello divenne quindi proprietà di suo figlio, il principe Eugenio di Beauharnais. Napoleone vi soggiornò un'ultima volta tra il 24 e il 29 giugno 1815, all'indomani della seconda abdicazione successiva alla battaglia di Waterloo, insieme a una buona parte della sua famiglia, prima della partenza per Rochefort e degli avvenimenti che lo condurranno poi all'esilio. 
Nel 1828 il castello fu venduto da Augusta di Baviera, vedova di Eugenio di Beauharnais, al banchiere svedese Jonas-Philip Hagerman. Fu acquistato nel 1842 dalla regina Maria Cristina di Borbone-Due Sicilie, vedova di Ferdinando VII di Spagna, che ne fece la residenza del suo esilio, e fu poi da questi venduto a Napoleone III nel 1861. Saccheggiato dalle armate prussiane durante la guerra del 1870, divenne successivamente una caserma finché, acquistato nel 1896 dal mecenate Daniel Iffla, fu restituito al suo originario splendore al termine di un lungo restauro teso a restituirne l'aspetto originario. In seguito alla morte di Iffla, la Malmaison venne donata allo stato francese. Il comune nel cui territorio risiede il castello, già Rueil, ha aggiunto per decreto governativo nel 1928 alla propria denominazione il nome del castello, per cui oggi è Rueil-Malmaison. 
Oggi il castello è un museo nazionale e gli interni ricostruiscono fedelmente lo stato originario durante il Consolato e l'Impero napoleonico.